# Benguet

Provinsens läge i Filippinerna

Benguet är en provins på ön Luzon i Filippinerna. Den ligger i Kordiljärernas administrativa region och har 670 000 invånare (2006) på en yta av 2 655 km². Administrativ huvudort är La Trinidad.
Provinsen är indelad i 13 kommuner och 1 stad. Större städer och orter är Baguio City och La Trinidad.